# Eutropis quadratilobus
Eutropis quadratilobus là một loài thằn lằn trong họ Scincidae. Loài này được Bauer & Günther miêu tả khoa học đầu tiên năm 1992.